# Német Kelet-Afrika
Német Kelet-Afrika a mai Ruanda, Tanzánia és Burundi területén fekvő német gyarmat volt 1884 és 1918 között. Területe 994 996 km² volt, háromszor akkora, mint az egykori Német Birodalom európai területe.

## A német gyarmat megalapítása
A gyarmatot Carl Peters alapította, a kor szokásai szerint „szerződésekkel” vásárolva meg a törzsfőnökök, szultánok földjét. Területe hamarosan elérte a 2500 km²-t. Ahol az ajándékok és pénz nem vezettek eredményre, a Peters által 1884-ben alapított Társaság a német gyarmatosításért (németül Gesellschaft für deutsche Kolonisation) szervezet fegyveresen foglalta el a földet. A társaságnak a német kormány oklevélben garantálta, hogy létrehozhat a területen egy protektorátust.
Miután a zanzibári szultán tiltakozott Peters munkálkodása ellen (mivel a szárazföld egy része Zanzibár fennhatósága alá tartozott) a német kormány öt hadihajót küldött a vita rendezésére. Miután a német hadihajók a palotáján tartottak lőgyakorlatot, a szultán visszavonta tiltakozását.
Ezután a németek gyorsan jogot formáltak Bagamoyo, Dar es-Salaam és Kilwa területére. Erre a sietségre azért volt szükség, hogy biztosítani tudják a „Karavánok utcáját”, ami a terjeszkedés és a kereskedelem folyosójává vált. Az 1888-ban kitört Abushiri-felkelést a következő évben brit segítséggel verték le. Német Kelet-Afrika határait 1890-ben, a Helgoland–Zanzibár-egyezményben húzták meg hozzávetőleg, a végleges határokat azonban csak 20 év múlva állapították meg.
A Hehe törzs 1891 és 1894 között próbálta meg akadályozni a német terjeszkedést. Ez a lázadás azért bukott el, mert a többi törzs az új jövevényeket támogatta.
Már egy év múlva, 1895-ben kirobbant a Maji Maji háború, ami aztán Gustav Adolf von Götzen kormányzói székébe került. A botrányok folytatódtak, ahogy az óhazában egyre többet tudtak meg a gyarmatosítás brutalitásáról és tisztességtelenségéről. Ezek hatására az 1907-ben kinevezését új kormányzó, Bernhard Dernburg figyelmesebben irányította a hatóságokat és kivételes empátiával kezelte az őslakosok ügyeit. A gyarmati adminisztráció a rend fenntartásában és az adók beszedésében erősen támaszkodott a helyi törzsfőkre. Ennek a politikának az első világháború vetett véget.

### Felkelések a gyarmatosítók ellen

#### Abushiri-felkelés
Az Abushiri-felkelést a Kelet-afrikai partvidék arab lakossága robbantotta ki a németek ellen. A kiváltó ok az volt, hogy a nagyhatalmak eredetileg a zanzibári szultánnak ígérték a területet, de az ígéretet nem tartották be.
A felkelők vezére Abushiri ibn Salim al-Harthi volt, akit az arabok és a helyi törzsek is támogattak. Őt árulás juttatta a németek kezére, és 1888 decemberében nyilvánosan fel is akasztották. A forrongásnak 1891 elején vetett véget a német és angol tengeri blokád. Az eseményekről Németországban csak akkor értesültek, amikor a megbízott hazaérkezett jelentést tenni.

#### Maji Maji lázadás
A Maji Maji lázadás 1905-ben tört ki, és két évig tartott. Közvetlen kiváltó oka az volt, hogy a németek minden bennszülött törzzsel gyapotot akartak termesztetni, amit aztán exportáltak volna.
A felkelők kezdetben távoli német állomásokat támadtak meg és gyapotföldeket gyújtottak fel. Később már missziókat és kisebb helyőrségeket is megrohamoztak. Az áldozatok között volt többek között a helyi püspök is. Ahogy nőtt a lázadók létszáma, úgy nőtt a valószínűsége annak, hogy a németek elvesztik legnagyobb gyarmatukat. Ezt megakadályozandó a kormányzó Németországból kért csapatokat, hogy helyreállítsa a rendet.
Amint a várt erősítés megérkezett, elpusztították a lázadók falvait és termőföldjeit. A felkelést 1907 augusztusára sikerült leverni.
A lázadók emberveszteségét 200 000 és 300 000 fő közé teszik, a németek 15 európai és 389 fekete katonát vesztettek.

## Fordítás
- Ez a szócikk részben vagy egészben a German East Africa című angol Wikipédia-szócikk ezen változatának fordításán alapul.  Az eredeti cikk szerkesztőit annak laptörténete sorolja fel. Ez a jelzés csupán a megfogalmazás eredetét és a szerzői jogokat jelzi, nem szolgál a cikkben szereplő információk forrásmegjelöléseként.